# Monodaeus rouxi
Monodaeus rouxi is een krabbensoort uit de familie van de Xanthidae. De wetenschappelijke naam van de soort is voor het eerst geldig gepubliceerd in 1951 door Capart.